# Où est passée Jessica
Pour plus de détails, voir Fiche technique et Distribution.
Où est passée Jessica (en italien : Sotto il vestito niente) est un giallo italien de 1985 réalisé par Carlo Vanzina, avec Donald Pleasence,.

## Synopsis
Bob est un garde forestier du parc Yellowstone qui vit une existence tranquille dans le Wyoming et est en même temps fier du succès que sa sœur jumelle Jessica, un top model émergent , collectionne à Milan. Tout bascule soudainement lorsque le garçon, qui se considère lié télépathiquement à sa sœur (et vice versa), a une prémonition dans laquelle elle est sauvagement assassinée avec une paire de ciseaux : Bob part aussitôt pour l'Italie où à son arrivée, pour augmenter ses craintes, il découvre que Jessica a en fait disparu dans les airs pendant quelques jours. Aidé par le commissaire Danesi, qui décide néanmoins de prendre l'affaire à cœur au milieu de divers doutes, le garçon commence à enquêter sur les cercles milanais fréquentés par sa sœur, à commencer par l'hôtel où il vivait avec de nombreux autres collègues, dont Carrie, Margot et Barbara. ; surtout cette dernière est particulièrement disposée à aider Bob et le garçon commence bientôt à développer un fort sentiment réciproque à son égard.

## Fiche technique
Sauf indication contraire, les informations mentionnées dans cette section peuvent être confirmées par la base de données cinématographiques IMDb,  présente dans la section « Liens externes ».
- Titre français : Où est passée Jessica[3],[4]
- Titre original : Sotto il vestito niente
- Réalisation : Carlo Vanzina
- Scénario : Carlo Vanzina, Enrico Vanzina, Franco Ferrini
- Producteur : Achille Manzotti
- Maison de production :	Faso Film
- Distribution :	Titanus
- Photographie :	Giuseppe Maccari
- Montage : Raimondo Crociani
- Effets speciaux : Ditta Corridori
- Musique : Pino Donaggio
- Décors : Stefano Paltrinieri
- Costumes : Mario Carlini, Francesco Crivellini
- Pays de production :  Italie
- Langue de tournage : italien
- Format : Couleurs - 1,85:1 - Son mono
- Durée : 88 min
- Genre : giallo
- Dates de sortie :
  - Italie : 7 novembre 1985
  - France : 29 juillet 1987[3]

## Distribution
- Renée Simonsen : Barbara
- Tom Schanley : Bob Crane
- Donald Pleasence : Inspecteur Danesi
- Cyrus Elias : Giorgio Zanoni
- Nicola Perring : Jessica Crane
- Maria McDonald : Margot Wilson
- Catherine Noyes : Carrie
- Anna Galiena : Diane
- Sonia Raule : Cristina